# Jacques Margeret

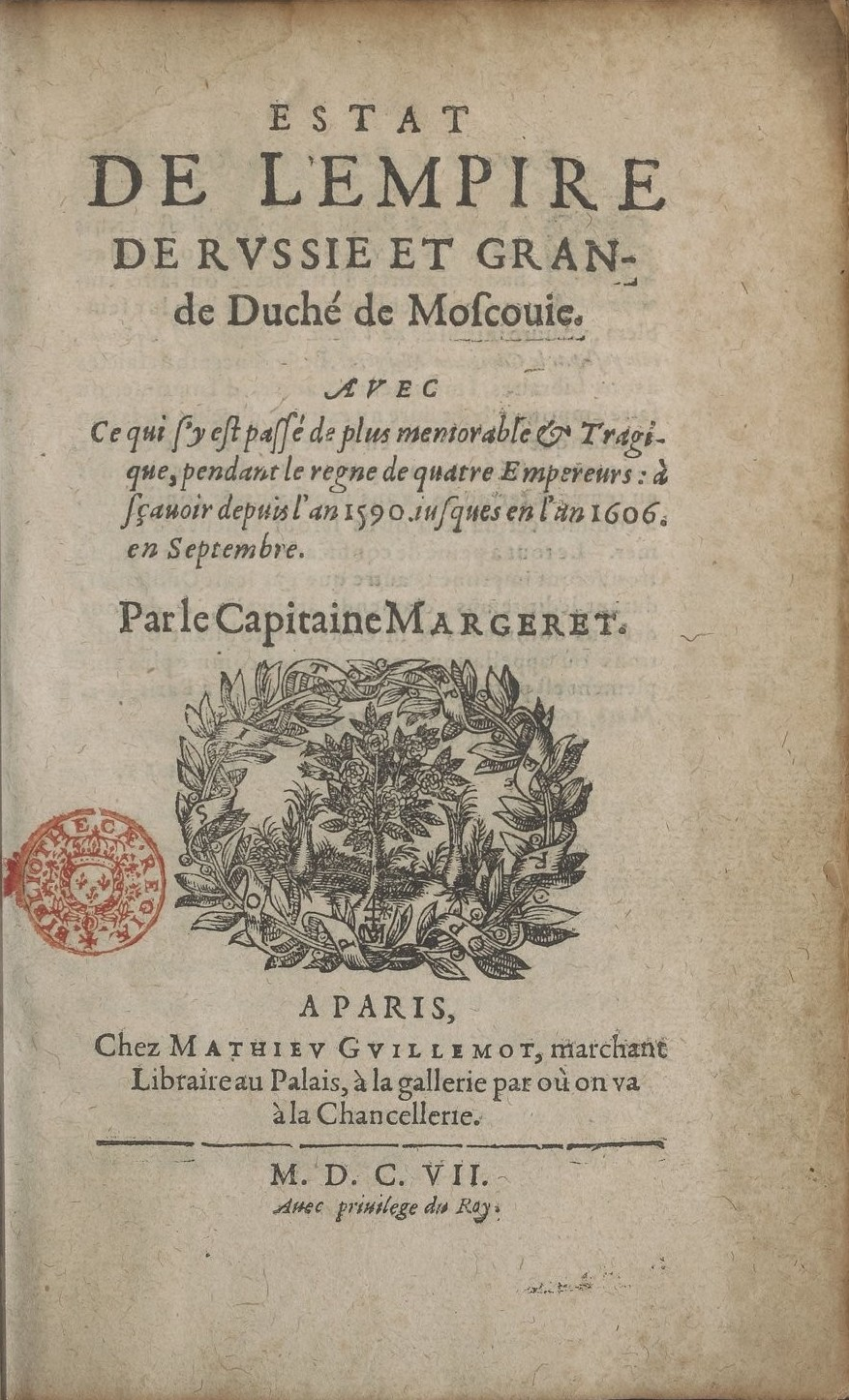
Page de titre de la première édition du livre de Jacques Margeret «Estat de l’Empire de Russie et Grande Duché de Moscovie»

Jacques Margeret (russe : Жак Маржере́т, né vers 1560 et mort en 1619) est un soldat professionnel français, mercenaire, avec le grade de capitaine. Il a participé aux guerres de Religion du côté d'Henri IV. Il passe au service du tsarat de Russie vers 1600. Ses écrits sont une source littéraire précieuse sur l'État russe au début du XVIIe siècle.

## Biographie
Jacques Margeret est issu d'une famille protestante d'Auxonne en Bourgogne. Il sert le roi de France Henri IV lors des guerres de Religion. La paix  rétablie, il passe au service du prince de Transylvanie, puis de l'empereur du Saint Empire en Hongrie dans leurs guerres contre les Turcs et ensuite au roi de Pologne en tant que capitaine d'une compagnie d'infanterie.
En 1600, à l'invitation de l'ambassadeur russe Afanissi Vassilievitch, il passe au service du russe Boris Godounov, qui le fait capitaine d'une compagnie de mercenaires allemands ; il a aussi sous son commandement un détachement de cavalerie de mercenaires étrangers. Le 21 janvier 1605, ce détachement est engagé dans la bataille de Dobrinitchi (ru) avec l'armée du Faux Dimitri, et Margeret se fait remarquer.
À la mort de Boris Goudonov, le 13 avril 1605 (23 avril dans le calendrier grégorien), Margeret est recruté par le Faux Dimitri, qui lui confie une compagnie d'arbalétriers allemands, assurant la garde du tsar au Kremlin. Dimitri s'intéresse particulièrement à Margeret, et écoute avec beaucoup d'attention ce qu'il lui rapporte de la France, avec laquelle il s'efforce de nouer des relations diplomatiques. Après la mort du Faux Dimitri, le 17 mai 1606 (27 mai dans le calendrier grégorien), et l'accès au trône de Vassili IV Chouiski, Margeret quitte en septembre 1606 la Russie, après avoir reçu de riches présents du nouveau tsar.
Revenu en France, Margeret raconte ce qu'il a appris de la Moscovie inconnue à l'historien Jacques-Auguste de Thou et au roi Henri IV, dénonçant aux uns et aux autres l'imposteur qui a pris la place du vrai tsar. Il écrit et publié son œuvre sur l'État russe, Estat de l'empire de Russie, et grande duche de Moscovie (Paris, 1607).
En 1608, il retourne en Russie et passe au service du second faux Dimitri, et ensuite de Sigismond III de Pologne. Sous le commandement du hetman Stanisław Żółkiewski, il prend part à la Bataille de Klouchino le 26 juin 1610, au cours de laquelle les armées de Vassili Chouiski essuient une cuisante défaite. Le 6 mars 1611 Margeret prend part à la répression de soulèvement de Moscou (ru) et à la destruction de la ville. Le 19 mars, quand Aleksandr  Gonsevski (ru), serré par le prince Dmitri Pojarski, se retire de Kitaï-Gorod, Margeret se hâte de lui porter secours et repousse les attaquants.[réf. nécessaire]
En janvier 1612, il est à Hambourg, d'où il demande au gouvernement russe l'autorisation de se rendre à Arkhangelsk, et indique sa disponibilité pour servir à nouveau en Russie et combattre les Polonais. Soupçonnant qu'il était envoyé par le roi polonais Sigismond dans quelque intention maligne, les boyards se dépêchent de fortifier Arkhangelsk et laissent Margeret sans réponse. Lorsqu'il qu'il représente sa demande, ils lui font un refus net.
Il est selon toute vraisemblance mort en France. Il n'est pas mentionné dans les archives après 1619.

## Ouvrages
Jacques Margeret a écrit l'Estat de l’Empire de Russie et Grand Duché de Moscovie avec ce que s’y est passé de plus memorable et tragique, pendant le règne de quatre Empereurs : à sçavoir depuis l’an 1590 jusques en l’an 1606 en septembre, publié et réédité à Paris en 1607, 1669, et 1824. L'ouvrage a été traduit en russe et publié à Saint-Pétersbourg en 1830, sous le titre (ru) «Состояние Русской Державы и великого княжества Московского», la trois!ème partie paraissant sous le titre (ru) «Сказаний современников о Димитрии Самозванце» en 1831.
Il s'agit d'une source historique précieuse sur les événements politiques survenus en Russie de 1590 à septembre 1606, sur les institutions gouvernementales, sur les armées du tsar russe (ru), les conditions de vie du peuple russe, et sur la nature et la population de la Russie. Margeret considérait le Faux Dimitri comme un fils d'Ivan le Terrible sauvé miraculeusement.
Il écrivit entre autres « que le peuple russe ne sait rien produire, qu'il est toujours paresseux, qu'il n'aime pas le travail et qu'il s'adonne à la boisson comme on ne peut pas plus. Le clergé ne cède en rien sur ce point aux laïcs, quand il ne les dépasse pas ».
Ces mémoires de Jacques Margeret ont été republiés en France en 1983 aux éditions La Découverte/Maspero sous le titre 'Un mousquetaire à Moscou - Mémoire sur la première révolution russe, 1604-1614' avec une longue introduction de l'historien Alexandre Bennigsen.

## Postérité
Jacques Margeret figure parmi les personnages de Boris Godounov de Pouchkine, où il s'exprime avec un langage grossier de soldat.